# 八尾市
八尾市（やおし）は、大阪府の中河内地域に位置する市。中核市に指定されている。

## 地理
大阪平野の中部、大阪市の東南部に隣接し、市域西側は概ね平坦で標高は10メートル程度である。市の東部は高安山をはじめとする急峻な生駒山系が控えており、奈良県との府県境を形成している。市の南端を大和川が流れる他、旧大和川水系である長瀬川、玉串川などの小河川も見られる。
- 山：高安山
- 河川：大和川、恩智川、楠根川、玉串川、第二寝屋川、長瀬川、加美巽川、空港放水路

### 気候
| 八尾市（八尾空港）の気候                                | 八尾市（八尾空港）の気候 | 八尾市（八尾空港）の気候 | 八尾市（八尾空港）の気候 | 八尾市（八尾空港）の気候 | 八尾市（八尾空港）の気候 | 八尾市（八尾空港）の気候 | 八尾市（八尾空港）の気候 | 八尾市（八尾空港）の気候 | 八尾市（八尾空港）の気候 | 八尾市（八尾空港）の気候 | 八尾市（八尾空港）の気候 | 八尾市（八尾空港）の気候 | 八尾市（八尾空港）の気候 |
| 月                                                      | 1月                      | 2月                      | 3月                      | 4月                      | 5月                      | 6月                      | 7月                      | 8月                      | 9月                      | 10月                     | 11月                     | 12月                     | 年                       |
| ------------------------------------------------------- | ------------------------ | ------------------------ | ------------------------ | ------------------------ | ------------------------ | ------------------------ | ------------------------ | ------------------------ | ------------------------ | ------------------------ | ------------------------ | ------------------------ | ------------------------ |
| 最高気温記録 °C （°F）                                  | 18.9 (66)                | 23.8 (74.8)              | 26.9 (80.4)              | 30.4 (86.7)              | 32.8 (91)                | 36.0 (96.8)              | 38.3 (100.9)             | 39.1 (102.4)             | 37.0 (98.6)              | 33.0 (91.4)              | 28.1 (82.6)              | 26.1 (79)                | 39.1 (102.4)             |
| 平均最高気温 °C （°F）                                  | 9.4 (48.9)               | 10.5 (50.9)              | 14.5 (58.1)              | 20.0 (68)                | 25.1 (77.2)              | 28.4 (83.1)              | 31.9 (89.4)              | 33.7 (92.7)              | 29.7 (85.5)              | 23.8 (74.8)              | 18.0 (64.4)              | 12.0 (53.6)              | 21.4 (70.5)              |
| 日平均気温 °C （°F）                                    | 5.5 (41.9)               | 6.3 (43.3)               | 9.6 (49.3)               | 14.9 (58.8)              | 20.0 (68)                | 23.9 (75)                | 27.7 (81.9)              | 29.1 (84.4)              | 25.2 (77.4)              | 19.2 (66.6)              | 13.5 (56.3)              | 8.0 (46.4)               | 16.9 (62.4)              |
| 平均最低気温 °C （°F）                                  | 1.4 (34.5)               | 2.0 (35.6)               | 4.9 (40.8)               | 9.8 (49.6)               | 15.1 (59.2)              | 20.0 (68)                | 24.2 (75.6)              | 25.3 (77.5)              | 21.3 (70.3)              | 15.0 (59)                | 9.0 (48.2)               | 3.8 (38.8)               | 12.6 (54.7)              |
| 最低気温記録 °C （°F）                                  | −3.6 (25.5)              | −4.5 (23.9)              | −1.5 (29.3)              | 0.6 (33.1)               | 6.7 (44.1)               | 12.7 (54.9)              | 17.6 (63.7)              | 18.0 (64.4)              | 13.4 (56.1)              | 6.1 (43)                 | 1.8 (35.2)               | −2.7 (27.1)              | −4.5 (23.9)              |
| 降水量 mm （inch）                                      | 47.1 (1.854)             | 63.9 (2.516)             | 99.9 (3.933)             | 88.2 (3.472)             | 117.8 (4.638)            | 149.0 (5.866)            | 169.8 (6.685)            | 103.1 (4.059)            | 137.4 (5.409)            | 142.1 (5.594)            | 71.9 (2.831)             | 57.1 (2.248)             | 1,263.9 (49.76)          |
| 平均降水日数 （≥1.0 mm）                                | 5.6                      | 7.0                      | 9.4                      | 9.1                      | 9.3                      | 10.5                     | 11.1                     | 7.9                      | 10.2                     | 9.1                      | 7.2                      | 6.5                      | 102.7                    |
| 出典：気象庁 (平均値：2003年-2020年、極値：2003年-現在) |                          |                          |                          |                          |                          |                          |                          |                          |                          |                          |                          |                          |                          |

気候は、西に大阪湾、東に生駒山地、大阪平野の中央部東に位置する地形的条件により温暖であり、瀬戸内海式気候に属している為比較的降雨の日が少ない。年間平均気温は摂氏約17度。雪は平地部では滅多に降らないが、1965年3月の大雪で商店街アーケードが倒壊したことがある。台風の影響がほとんどない為、住みやすい。
年間降水量は約1340.5mm（2010年）。風速は年間平均約2.8m/s（2010年）、湿度は年間平均約58.0%（2009年）。最高気温39.1度（2024年8月14日）、最低気温－4.5度（2012年2月3日）。

### 隣接する自治体・行政区

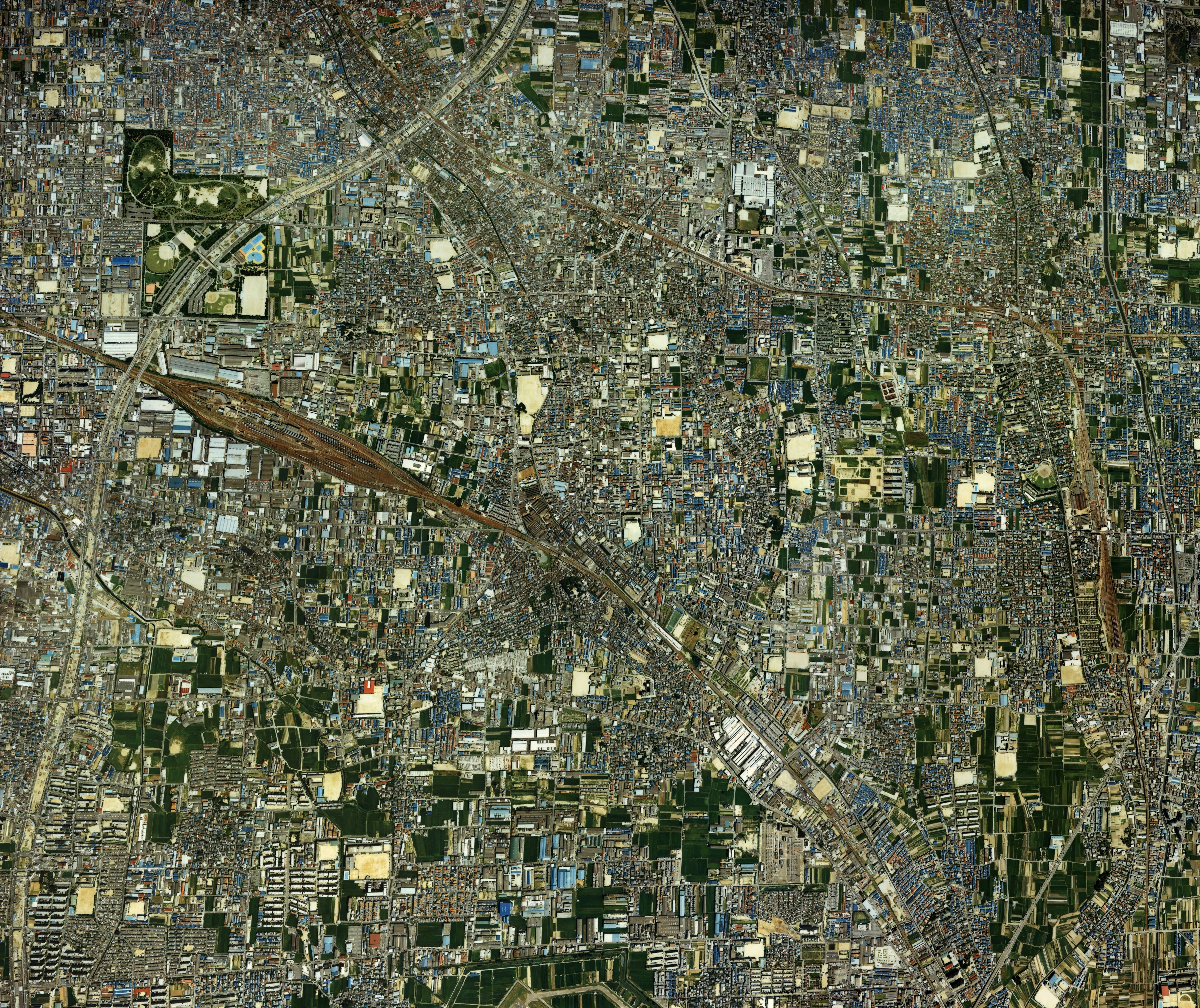
八尾市中心部周辺の空中写真。1985年撮影の8枚を合成作成。。

大阪府
- 大阪市
  - （平野区）
- 柏原市
- 東大阪市
- 藤井寺市
- 松原市

奈良県
- 生駒郡平群町
- 生駒郡三郷町

## 歴史

### 古代
旧分国では河内国に属する。古代においては河内湖がこの付近まで広がっていたと考えられている。旧大和川流域の肥沃なデルタ地帯として、弥生時代から耕作が行われていた。古墳時代には多くの豪族がこの地一帯に勢力を維持し、生駒山地の麓に数多くの陵墓を造築した。その多くが現在でも古墳として残っており、その数の多さから千塚（ちづか）という地名として残っている。
飛鳥時代には、一帯は物部氏の勢力圏下にあり、その武具を製造する集団が居たとされている（またそのことが市名の由来となっている）が、物部氏は物部守屋のときに蘇我馬子とこの一帯で戦い敗れたために滅亡した。物部氏傍系一族の弓削氏、来栖氏、矢作連などは引き続きこの一帯で勢力を維持し、特に弓削氏の道鏡は奈良時代後期の日本における実質的な最高権力者となっている。道鏡は当地（現在の中田・八尾木地区あたり）に西京（由義宮）を造築したが、失脚とともに歴史に埋もれてしまい、現在でも遺構は判明していない。
朝鮮半島での白村江の戦いで敗北した大和朝廷は唐の侵攻に備えるために西日本で古代山城などの防御施設の整備を進め、この時高安山にも高安城が築かれたとされる。1978年に高安山頂から東へ約200m下ったところで遺構（高安城倉庫址礎石群）が検出され、後に壬申の乱以降に再建された高安城の倉庫であると判明。しかし、1999年の調査で高安山頂の北西約300mの場所で花崗岩を二段積みした石垣がおおよそ100m続いているのを検出。その後の調査などから城壁の高さは10mを越えるものであり、高安山の西側に張り出した尾根の先端を平坦に整地してあり、その周囲に石垣が構築されていたことがわかっている。

### 中世・近世
奈良時代以降、この地一帯は難波と大和国を結ぶ中継地として栄え、渋川道（→竜田越奈良街道）、十三街道などが設置され、さらに仏教の広まりとともに、寺院への参道として信貴道や東高野街道などが設置された。
平安時代以降、平安京遷都により、都から遠いこの地域の文化は衰退し、かつてこの地域で勢力を保っていた氏族は衰退していった。この地域は多くの寺社や貴族の荘園となる。
戦国時代から江戸時代初期にかけて、この一帯は、たびたび合戦が繰り広げられる場所であった。初期に久宝寺や萱振で寺院を中心に寺内町・環濠集落が形成され、時の権力に対抗する勢力の拠点となった。また、大坂夏の陣においては北の若江（東大阪市）、南の道明寺（柏原・藤井寺市）と並んで序盤の激戦地となった（八尾・若江の戦い）。江戸時代初期には浄土真宗の宗派対立を発端とし、八尾寺内町が創設され、現在の八尾市発展の基となった。
江戸時代中期、それまで八尾市域を貫流して淀川水系と合流する流路を形成していた大和川の付け替え工事が行われ、堺方面に流れるようになった。これにより度々水害に悩まされていた状況が改善されると共に、大和川の付け替え後の川床は新田として新規農用地の開拓が進んだ。川床跡の砂地は木綿栽培に適しており大坂という消費地が近かったため、商品作物としての木綿の栽培や農村工業としての紡績が盛んになり、全国でも有数の裕福な農村となった。

### 近代以降
明治以降は大阪だけでなく八尾も綿糸生産で繁栄したが、次第に外国産の安い綿花の輸入を求める声が紡績業界に強まり、ついに輸入綿花の関税が廃止され、八尾の綿花栽培は大正末期までに急速に衰えていった。その後は綿を生産していた農家や工場がブラシ生産に活路を見出し、いわゆる地場産業へと移り変わっていった。
1889年には大阪鉄道（現JR大和路線）、1924年には大阪電気軌道（現近鉄大阪線）が開通。交通・物流の便が良くなったため、大阪近郊の手ごろな住宅地、また工場地帯として開発されていった。戦後は道路網の整備も行なわれ、奈良街道に沿って国道25号が整備され、また、大阪万博開催に間に合わせるように大阪中央環状線や大阪外環状線が供用開始された。かつては竜華地区に竜華操車場が設置され、物流の中継点となっていたが、その後の情勢の変化により廃止された。跡地は長らく放置されていたが、1997年以降にようやく再開発（大阪竜華都市拠点土地区画整理事業）が開始され、市立病院の移転をはじめ、多くの施設が建設されている。

### 行政区画の変遷
- 1948年（昭和23年）4月1日 - 中河内郡龍華町・八尾町・久宝寺村・大正村・西郡村と合併して八尾市が発足。大阪府下14番目（泉佐野市と同日）。
- 1955年（昭和30年）2月1日 - 河内市（現・東大阪市）の一部（福万寺・上之島）を編入。
- 1955年（昭和30年）4月3日 - 中河内郡南高安町・曙川村・高安村を編入。
- 1957年（昭和32年）4月1日 - 南河内郡志紀町を編入。

### 年表
| 年                 | 月   | 主なできごと                                                                            |
| ------------------ | ---- | --------------------------------------------------------------------------------------- |
| 1948年（昭和23年） | 4月  | 八尾市発足（八尾町、龍華町、久宝寺村、大正村、西郡村が合併） 人口64,431人・面積18.99km2 |
|                    | 5月  | 初代市長 脇田幾松 が就任                                                                |
| 1950年（昭和25年） | 2月  | 八尾市立病院（旧病院）開設                                                              |
| 1951年（昭和26年） | 2月  | 市役所庁舎（旧庁舎）完成、八尾市歌を制定                                                |
| 1952年（昭和27年） | 11月 | 教育委員会が発足                                                                        |
| 1955年（昭和30年） | 2月  | 河内市の福万寺・上之島地区を編入                                                        |
|                    | 4月  | 南高安町・高安村・曙川村を合併 人口94,694人・面積37.46km2                               |
| 1956年（昭和31年） | 11月 | 山本球場が近鉄から市に移管                                                              |
| 1957年（昭和32年） | 4月  | 志紀町と合併 人口97,674人・面積41.05km2                                                 |
| 1958年（昭和33年） | 4月  | 高安山一帯が金剛生駒国定公園に指定される                                                |
| 1962年（昭和37年） | 6月  | 衛生処理場完成                                                                          |
| 1963年（昭和38年） | 4月  | 2代目市長 大橋清治 が就任                                                               |
| 1964年（昭和39年） | 4月  | 松原市若林地区の一部を編入 人口147,090人・面積41.26km2                                  |
|                    | 11月 | 八尾市民憲章を制定                                                                      |
| 1965年（昭和40年） | 1月  | 地域住民が玉串川沿道に桜植樹を開始                                                      |
| 1967年（昭和42年） | 4月  | 教育センター開設                                                                        |
| 1968年（昭和43年） | 4月  | 市制施行20周年                                                                          |
| 1969年（昭和44年） | 11月 | アメリカ合衆国ワシントン州ベルビュー市と姉妹都市提携                                    |
|                    | 12月 | 国道170号大阪外環状線 供用開始                                                          |
| 1970年（昭和45年） | 4月  | 府道大阪中央環状線 供用開始                                                             |
| 1971年（昭和46年） | 7月  | 久宝寺緑地 開園                                                                         |
| 1974年（昭和49年） | 1月  | 安中診療所開設                                                                          |
| 1975年（昭和50年） | 4月  | 3代目市長 山脇悦司 が就任                                                               |
| 1978年（昭和53年） | 1月  | 市立図書館（本館/現・市立八尾図書館）開設                                               |
|                    | 4月  | 市制施行30周年 第1回八尾まつり 開催                                                     |
|                    | 12月 | 保健センター開設                                                                        |
| 1979年（昭和54年） | 11月 | 近鉄大阪線高架化事業完成、近鉄八尾駅前広場完成                                          |
| 1980年（昭和55年） | 11月 | 地下鉄谷町線 天王寺〜八尾南間開通                                                       |
| 1981年（昭和56年） | 5月  | 八尾西武開店。                                                                          |
| 1984年（昭和59年） | 7月  | 八尾空港施設移転・整備 竣工                                                             |
| 1986年（昭和61年） | 9月  | 中華人民共和国上海市嘉定県（現・嘉定区）と友好関係議定書締結                            |
| 1987年（昭和62年） | 3月  | 近畿自動車道八尾IC供用開始                                                              |
|                    | 11月 | 歴史民俗資料館 開館                                                                     |
| 1988年（昭和63年） | 8月  | 市制施行40周年 河内音頭全国大会開催                                                     |
|                    | 11月 | 八尾市文化会館（プリズムホール） 開館                                                   |
| 1991年（平成3年）  | 4月  | 山本球場 改装竣工                                                                       |
| 1994年（平成6年）  | 4月  | 市役所新庁舎竣工                                                                        |
| 1995年（平成7年）  | 4月  | 4代目市長 西辻豊 が就任                                                                 |
| 1996年（平成8年）  | 4月  | 市立山本図書館 開館                                                                     |
|                    | 11月 | 市立志紀図書館 開館                                                                     |
| 1997年（平成9年）  | 7月  | JR久宝寺駅橋上駅舎 完成                                                                 |
|                    | 9月  | 八尾市立総合体育館（ウイング） 開館                                                     |
| 1998年（平成10年） | 4月  | 市制施行50周年 やおコミュニティ放送（FMちゃお）開局                                     |
| 1999年（平成11年） | 4月  | 5代目市長 柴谷光謹 が就任                                                               |
| 2000年（平成12年） | 4月  | 市立屋内プール 開設 コミュニティバス「愛あいバス」運行開始                              |
| 2001年（平成13年） | 4月  | 特例市に移行                                                                            |
| 2004年（平成16年） | 5月  | 八尾市立病院 （新病院） 開院                                                            |
| 2005年（平成17年） | 4月  | 心合寺山古墳復元整備が完成、しおんじやま古墳学習館 開館                                 |
| 2006年（平成18年） | 3月  | 大阪竜華都市拠点土地区画整理事業 竣工                                                   |
| 2007年（平成19年） | 4月  | 6代目市長 田中誠太 が就任                                                               |
| 2008年（平成20年） | 6月  | 「愛あいバス」廃止                                                                      |
| 2009年（平成21年） | 5月  | 市制施行60周年 安中新田会所跡旧植田家住宅開設                                           |
| 2013年（平成25年） | 7月  | JR八尾駅橋上駅舎が完成                                                                  |
| 2015年（平成27年） | 8月  | 市立龍華図書館 開館                                                                     |
| 2018年（平成30年） | 4月  | 中核市に移行                                                                            |
| 2019年（令和元年） | 5月  | 7代目市長 大松桂右 が就任                                                               |

## 行政

### 歴代市長
| 代   | 氏名     | 就任年月  | 退任年月  |
| ---- | -------- | --------- | --------- |
| 初代 | 脇田幾松 | 1948年5月 | 1963年4月 |
| 2    | 大橋清治 | 1963年4月 | 1975年4月 |
| 3    | 山脇悦司 | 1975年4月 | 1995年4月 |
| 4    | 西辻豊   | 1995年4月 | 1999年4月 |
| 5    | 柴谷光謹 | 1999年4月 | 2007年4月 |
| 6    | 田中誠太 | 2007年5月 | 2019年4月 |
| 7    | 大松桂右 | 2019年5月 | 現職      |

## 政治

### 大阪府議会
選挙区は八尾市選挙区。定数は3。
大阪維新の会、公明党、自由民主党
選出議員
- 前田洋輔 （大阪維新の会）
- 大山明彦 （公明党）
- 西川訓史 （自由民主党）

### 衆議院
- 任期 ： 2021年（令和3年）10月31日 - 2025年（令和7年）10月30日（「第49回衆議院議員総選挙」参照）

| 選挙区                                             | 議員名   | 党派名       | 当選回数 | 備考   |
| -------------------------------------------------- | -------- | ------------ | -------- | ------ |
| 大阪府第14区（八尾市、柏原市、羽曳野市、藤井寺市） | 青柳仁士 | 日本維新の会 | 1        | 選挙区 |

## 姉妹都市・提携都市
- 宇佐市（大分県）
- 和気町（岡山県）
- 熊野川町（和歌山県・現：新宮市）
- 大塔村（奈良県・現：五條市）
- ベルビュー市（アメリカ合衆国ワシントン州）
- 嘉定区（中華人民共和国上海市）

## 地域

### 人口
平成22年国勢調査より前回調査からの人口増減をみると、0.74%減の271,460人であり、増減率は府下43市町村中25位、72行政区域中44位。
| |                                        |  |
| 八尾市と全国の年齢別人口分布（2005年） | 八尾市の年齢・男女別人口分布（2005年） |  |
| ■紫色 ― 八尾市 ■緑色 ― 日本全国 | ■青色 ― 男性 ■赤色 ― 女性              |  |
| 八尾市（に相当する地域）の人口の推移 \| 1970年（昭和45年） \| 227,778人 \| \| \| 1975年（昭和50年） \| 261,639人 \| \| \| 1980年（昭和55年） \| 272,706人 \| \| \| 1985年（昭和60年） \| 276,394人 \| \| \| 1990年（平成2年） \| 277,568人 \| \| \| 1995年（平成7年） \| 276,664人 \| \| \| 2000年（平成12年） \| 274,777人 \| \| \| 2005年（平成17年） \| 273,487人 \| \| \| 2010年（平成22年） \| 271,460人 \| \| \| 2015年（平成27年） \| 268,800人 \| \| \| 2020年（令和2年） \| 264,642人 \| \| |                                        |  |
| 総務省統計局 国勢調査より |                                        |  |
| 1970年（昭和45年） | 227,778人                              |  |
| 1975年（昭和50年） | 261,639人                              |  |
| 1980年（昭和55年） | 272,706人                              |  |
| 1985年（昭和60年） | 276,394人                              |  |
| 1990年（平成2年） | 277,568人                              |  |
| 1995年（平成7年） | 276,664人                              |  |
| 2000年（平成12年） | 274,777人                              |  |
| 2005年（平成17年） | 273,487人                              |  |
| 2010年（平成22年） | 271,460人                              |  |
| 2015年（平成27年） | 268,800人                              |  |
| 2020年（令和2年） | 264,642人                              |  |

### 国の出先機関
- 財務省大阪国税局 八尾税務署
- 国土交通省大阪航空局八尾空港事務所
  - 気象庁大阪航空測候所 八尾空港出張所
  - 気象庁大阪管区気象台高安山気象レーダー観測所
- 防衛省 陸上自衛隊八尾駐屯地（中部方面航空隊本部が所在）
- 日本年金機構（旧：社会保険庁） 八尾年金事務所

### 大阪府の出先機関
- 八尾保健所
- 中河内府民センター
  - 八尾土木事務所
  - 中部農と緑の総合事務所
- 大阪府八尾警察署

### 八尾市管轄の機関
- 八尾市消防本部
- 八尾市立病院
- 八尾市水道局
- 教育委員会

#### コミュニティセンター（出張所）
緑ヶ丘や安中を除く各コミュニティセンター内には市役所の出張所が置かれており、証明書発行や住所変更の手続きなどができる。
- 志紀コミュニティセンター
- 久宝寺コミュニティセンター
- 大正コミュニティセンター
- 南高安コミュニティセンター
- 竹渕コミュニティセンター
- 曙川コミュニティセンター
- 高安コミュニティセンター
- 龍華コミュニティセンター
- 山本コミュニティセンター
- 緑ヶ丘コミュニティセンター（※出張所は置かれていない）
- 安中人権コミュニティセンター（※出張所は置かれていない）
- 西郡出張所（桂人権コミュニティセンター併設）

### 教育

#### 大学・短期大学
- 大阪経済法科大学

#### 高等学校
公立
- 大阪府立八尾高等学校
- 大阪府立山本高等学校

- 大阪府立八尾北高等学校
- 大阪府立八尾翠翔高等学校

私立
- 金光八尾高等学校

#### 中学校
公立
- 八尾中学校
- 久宝寺中学校
- 龍華中学校
- 大正中学校
- 成法中学校
- 南高安中学校
- 高安中学校
- 曙川中学校

- 志紀中学校
- 桂中学校
- 上之島中学校
- 高美中学校
- 曙川南中学校
- 東中学校
- 亀井中学校

私立
- 金光八尾中学校

#### 小学校
- 八尾小学校
- 山本小学校
- 用和小学校
- 久宝寺小学校
- 龍華小学校
- 大正小学校
- 桂小学校
- 安中小学校
- 竹渕小学校
- 南高安小学校
- 高安小学校[注釈 1]
- 曙川小学校
- 北山本小学校
- 南山本小学校

- 志紀小学校
- 高美小学校
- 長池小学校
- 東山本小学校
- 美園小学校
- 永畑小学校
- 刑部小学校
- 高美南小学校
- 西山本小学校
- 高安西小学校
- 曙川東小学校
- 亀井小学校
- 上之島小学校
- 大正北小学校

#### 特別支援学校
- 大阪府立八尾支援学校

- 八尾市立特別支援学校（2019年閉校）

### 日本郵政グループ
（2012年12月現在）
- 日本郵便株式会社

- 八尾郵便局（陽光園）
- 八尾相生町郵便局（相生町）
- 八尾駅前郵便局（安中町）
- 八尾老原（おいはら）郵便局（老原）
- 八尾太田郵便局（太田）
- 八尾恩智（おんぢ）郵便局（恩智中町）
- 八尾上之島（かみのしま）郵便局（上之島町南）
- 八尾亀井郵便局（北亀井町）
- 八尾萱振（かやふり）郵便局（萱振町）
- 八尾北本町郵便局（北本町）
- 八尾木の本郵便局（西木の本）
- 八尾久宝寺郵便局（末広町）
- 八尾久宝寺四郵便局（久宝寺）
- 八尾教興寺（きょうこうじ）郵便局（教興寺）
- 八尾幸町郵便局（幸町）

- 八尾志紀郵便局（志紀町）
- 八尾高美（たかみ）郵便局（高美町）
- 八尾高安郵便局（刑部＝おさかべ）
- 八尾竹渕郵便局（竹渕西）
- 八尾東山本郵便局（東山本町）
- 八尾本町郵便局（本町）
- 八尾緑ヶ丘郵便局（緑ケ丘）
- 八尾南太子堂郵便局（南太子堂）
- 八尾南本町郵便局（南本町）
- 八尾八尾木（やおぎ）郵便局（八尾木）
- 八尾山本北郵便局（山本町北）
- 八尾山本七郵便局（山本町北）
- 八尾山本郵便局（山本町南）
- 千塚（ちづか）郵便局（千塚）

- ゆうちょ銀行

- 大阪支店 八尾出張所（陽光園／八尾郵便局と併設）（ATMはホリデーサービス実施）
- 大阪支店 アリオ八尾店内出張所（光町）（ATMのみ／ホリデーサービス実施）
- 大阪支店 近鉄八尾駅内出張所（北本町）（ATMのみ／ホリデーサービス実施）
- 大阪支店 大阪経済法科大学内出張所（楽音寺＝がくおんじ）（ATMのみ）
- 大阪支店 ライフ志紀店内出張所（志紀町）（ATMのみ／ホリデーサービス実施）
- 大阪支店 西武八尾店内出張所（光町）（ATMのみ／ホリデーサービス実施）
- 大阪支店 イズミヤ八尾店内出張所（沼）（ATMのみ／ホリデーサービス実施）

その他上記の各郵便局にATMが設置されており、八尾駅前・八尾志紀・八尾北本町・八尾山本の各郵便局ではホリデーサービスを実施。
※八尾市内全域の郵便番号は「581-00xx」「581-08xx」（いずれも八尾郵便局の集配担当）となっている。

### 一般加入電話
NTT西日本
市外局番は市内の大半が072（八尾MA。市内局番は900番台）で、竹渕のみ06（大阪MA。市内局番は6700番台）を使用する。

## 交通

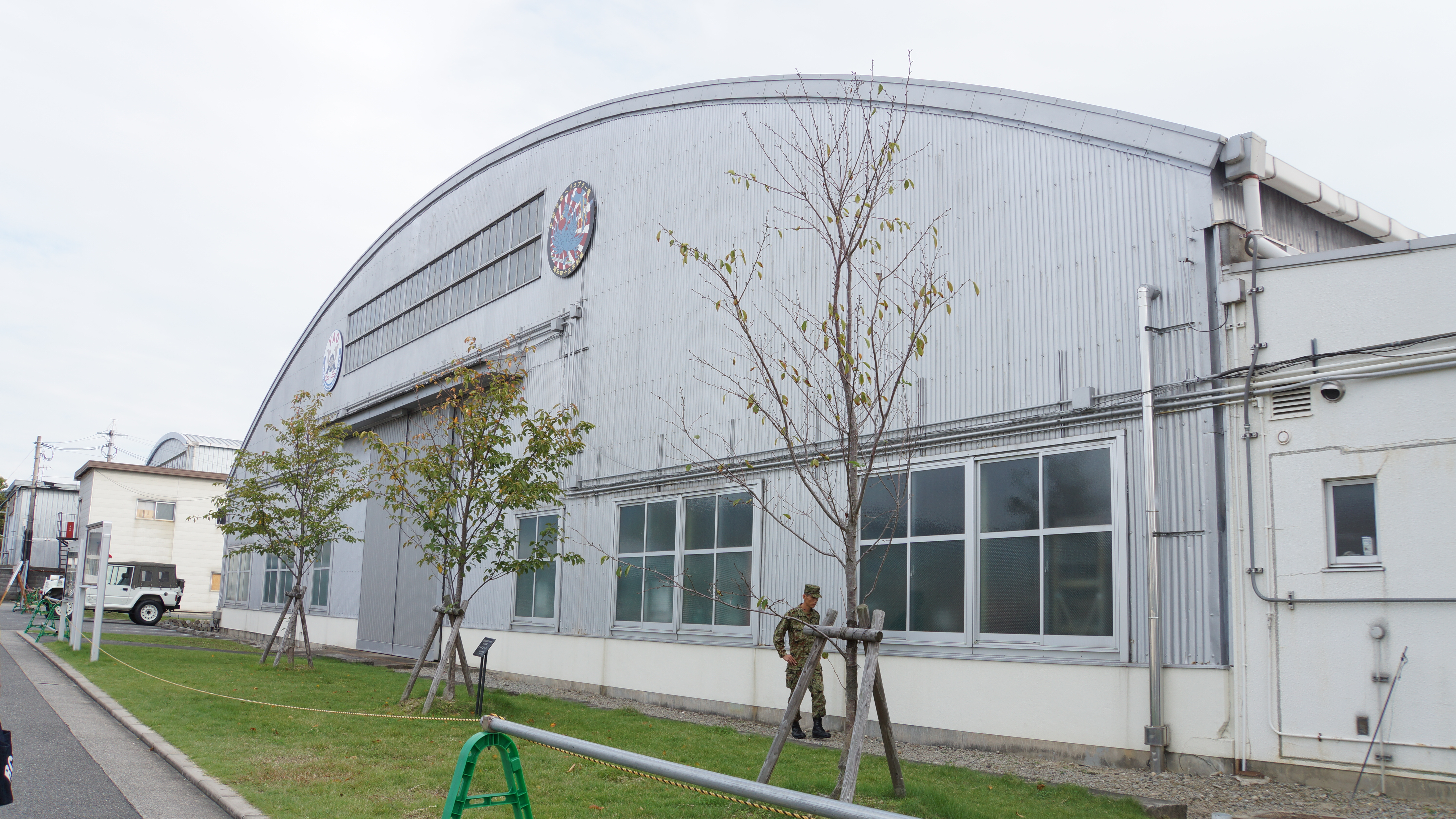
八尾空港・八尾駐屯地

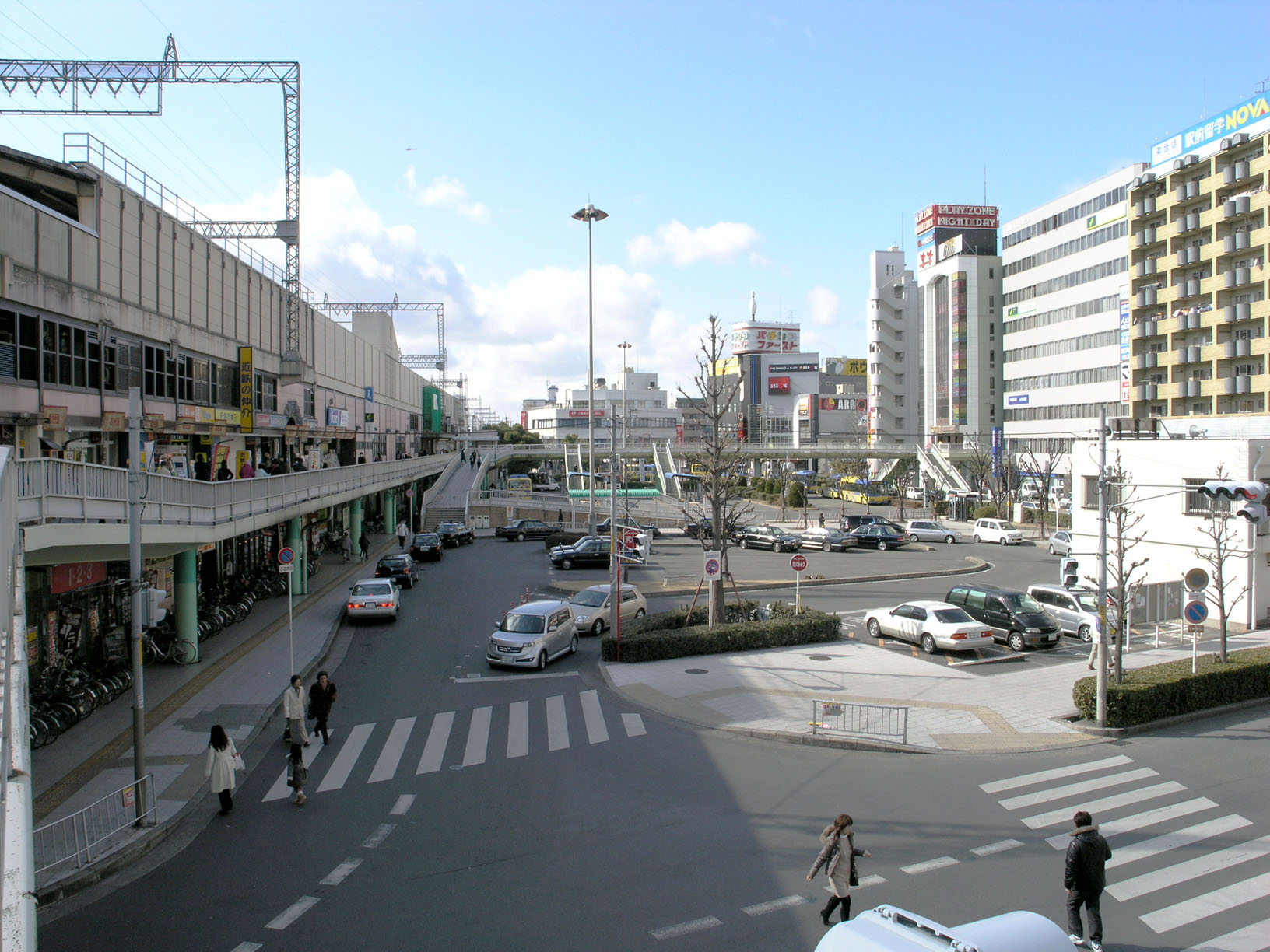
近鉄八尾駅前

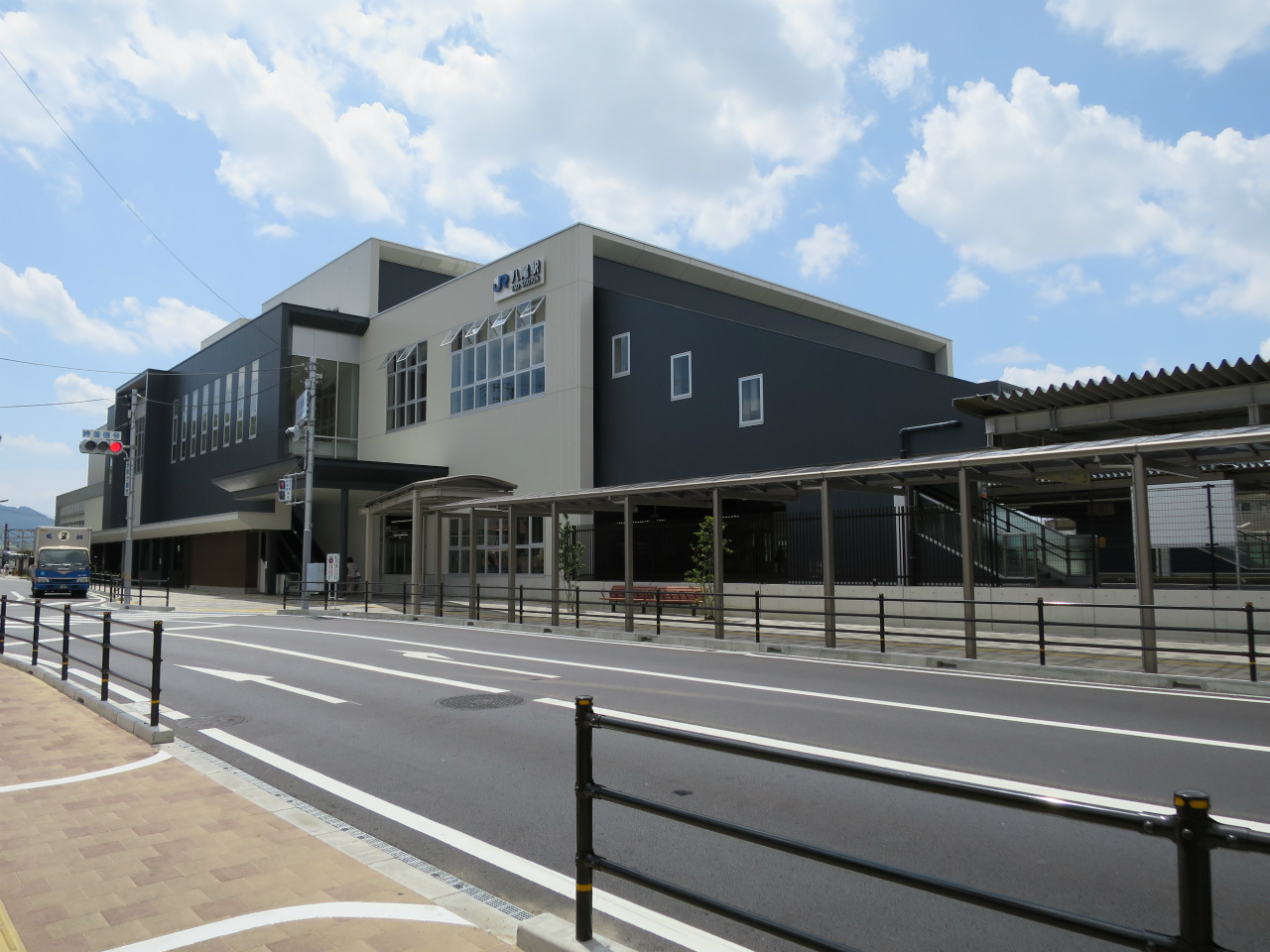
八尾駅

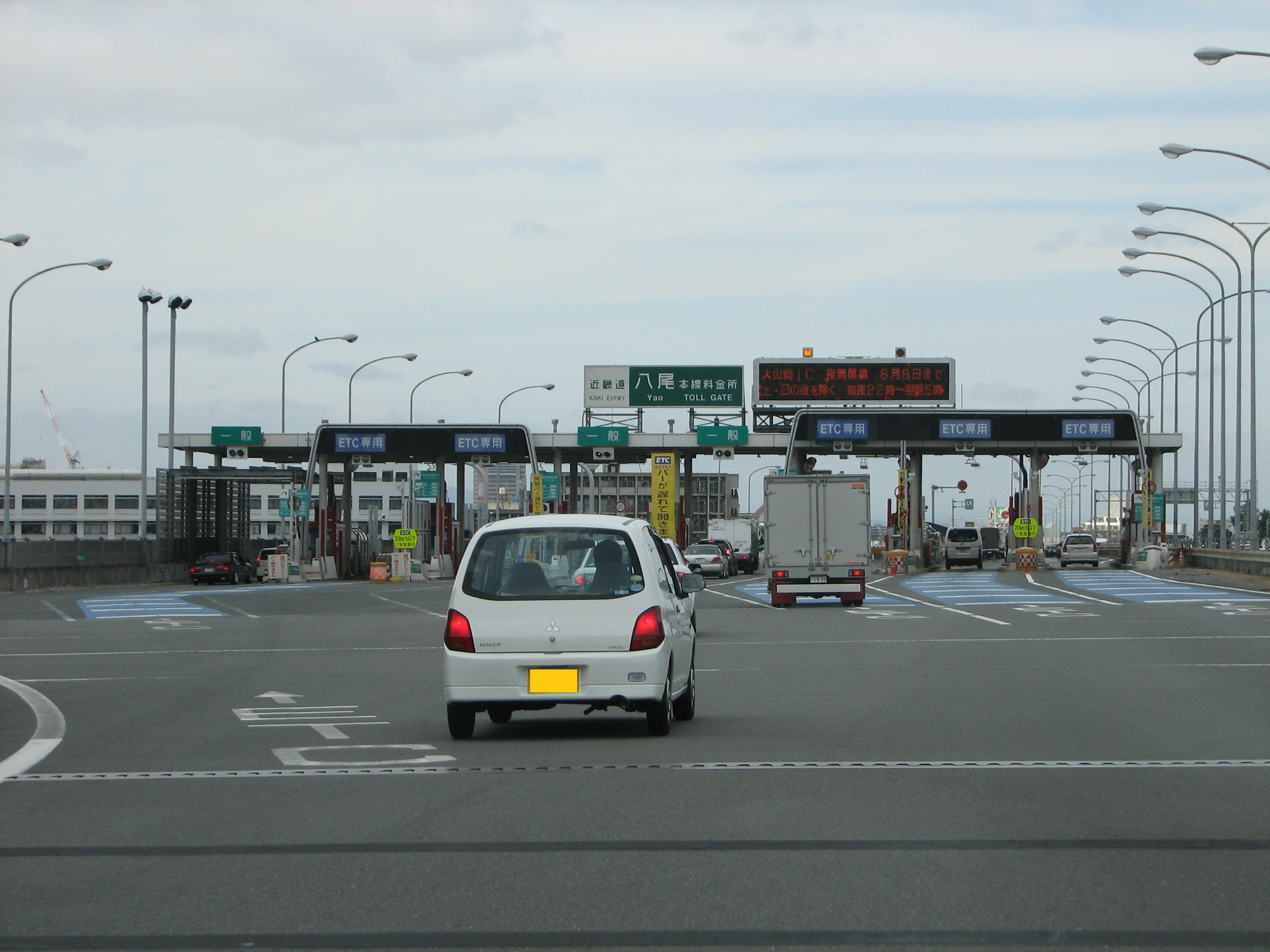
八尾本線料金所

### 航空
- 八尾空港（定期旅客便の運航は無し。定期旅客便は大阪国際空港か関西国際空港を利用）

### 鉄道
西日本旅客鉄道（JR西日本）
- 関西本線（大和路線）

- 志紀駅 - 八尾駅 - 久宝寺駅

- おおさか東線

- 久宝寺駅

近畿日本鉄道
- 大阪線

- 久宝寺口駅 - 近鉄八尾駅 - 河内山本駅 - 高安駅 - 恩智駅

- 信貴線（全線市内）

- 河内山本駅 - 服部川駅 - 信貴山口駅

- 西信貴鋼索線（全線市内）

- 信貴山口駅 - 高安山駅

大阪市高速電気軌道（Osaka Metro）
- 谷町線

- 八尾南駅

JTBの時刻表では八尾駅が中心駅と記載されているが、乗降客数は近鉄八尾駅の方が多い。

### バス
- 近鉄バス
  - 一般路線：八尾線・高砂線・花園線・東花園線・久宝寺線・信貴山上線・萱島線
近鉄八尾駅・河内山本駅を主な拠点に、近鉄八尾 - JR八尾 - 八尾南 - 藤井寺（藤井寺市）、近鉄八尾 - JR住道（大東市）・萱島（門真市・寝屋川市界）、山本駅 - 河内花園駅・東花園駅（ともに東大阪市）などの路線が運行している。
市内には八尾営業所がある。ただ、近年の休廃止により路線バス空白地も多くなっており、国道25号以南での営業路線は近鉄八尾駅と八尾南駅・藤井寺駅を結ぶ路線のみとなっている。その一方、アリオ八尾への乗り入れ路線なども開設されている。
  - コミュニティバスとして2000年に開業した「愛あいバス」があったが、2008年に廃止されている。
  - 高速バス：八尾京都特急線（JR久宝寺駅・近鉄八尾駅前 - 京都駅八条口、土休日のみ）
- 大阪バス
  - 2016年7月より布施駅（東大阪市）と近鉄八尾駅、出戸駅（大阪市平野区）から竹渕地区を通り久宝寺駅の2路線を運行。前者は近鉄バスがかつて運行していた路線を一部変更して復活したもので、後者は愛あいバスの竹渕ルートを復活させて出戸へ延伸したものである。
  - 2018年4月より、近鉄八尾駅から大阪国際空港へのリムジンバスを運行。
- 大阪シティバス
  - 9号系統の加美南南口は同市に設置。
  - かつては大阪市営バスが近鉄八尾駅へ乗り入れていたが2014年に廃止となった。なお、大阪市界に近い竹渕や亀井町などでは、大阪シティバスの路線を利用できる場合もある。

### 道路
- 高速道路
  - 近畿自動車道
    - （東大阪市） 東大阪南IC- 八尾TB - (8)八尾IC - 八尾PA - （大阪市平野区）
- 一般国道
  - 国道25号（八尾市内は全区間 国道165号が重複）
  - 国道170号
- 主要地方道
  - 大阪府道2号大阪中央環状線
  - 大阪府道5号大阪港八尾線
  - 大阪府道15号八尾茨木線
  - 大阪府道20号枚方富田林泉佐野線（八尾市内は全区間 国道170号旧道と重複）
  - 大阪府道21号八尾枚方線
- 一般府道
  - 大阪府道173号大阪八尾線
  - 大阪府道174号八尾道明寺線
  - 大阪府道176号近鉄八尾停車場線
  - 大阪府道177号東高安停車場線
  - 大阪府道178号八尾停車場線
  - 大阪府道179号住吉八尾線
  - 大阪府道181号山本黒谷線
  - 大阪府道182号柏村南本町線
  - 大阪府道186号大阪羽曳野線
  - 大阪府道802号八尾河内長野自転車道線（南河内サイクルライン）

## 産業
一般的には東大阪市の方が、中小企業都市、ものづくり都市として有名であり、出荷額、工場数などあらゆる面で東大阪市が八尾市を上回っていたが、平成19年に八尾市の製造業出荷額は東大阪市を抜き、その後も差は広まっており、もはや東大阪が大阪における「中小モノづくり都市」であるとはいえない。また、むしろ、人口、市面積などを考慮すれば、臨海工場地帯を持つ政令指定都市堺をも凌駕する産業都市であるとみることができる。
歯ブラシの生産量が日本一で、全国生産量の四割を占める。ただし、製造業出荷額の1%にも満たない為、「歯ブラシのまち」というのは経済実態とはかけ離れた視点であるとの指摘も多い。歯ブラシの生産が八尾市をはじめ河内地方で盛んになったのは、河内木綿の生産が衰退していた明治中期に、新たな副業を求めていた農家と安価な労働力を求めていた大阪のブラシ業界の利害が一致したため。
かつては綿業の副産物として綿種油の生産も盛んであった。現在も長瀬川沿い付近には油脂関連の企業が立地している。
大阪外環状線より東側、高安山麓には造園業者が多い。

### 特産物
- 若ごぼう[10]
- 紅タデ

かつては平成初めごろは日本全国シェアの1位であったと言われていたが、平成25年時点では栽培農家数が2戸まで減少している
- 恩智いちご
- 八尾えだまめ[12]

### 八尾市に本社・本店を置く主な企業
- 旭食品
- 浅田給食
- 飯田グループ本社
- 光洋機械工業
- 新田ゼラチン（登記上の本店は大阪市浪速区）
- 不易糊工業
- ホシデン
- マックス石鹸
- 松本油脂製薬
- ミキハウス
- メロディアン
- ヤマトエスロ
- 東三工業
- STG

### 八尾市に営業所・事業所を置く主な企業
- クボタ
- シャープ
- 長龍酒造 - かつては本社を八尾市に置いていた。
- 東洋アルミニウム
- タカラスタンダード
- 竹田印刷
- 寺崎電気産業
- 大阪シティ信用金庫 - 前身の一つである大阪東信用金庫は本店を八尾市に置いていた。現在は大阪シティ信用金庫の八尾営業部になっている。
- センコー
- サカエ
- モリタエコノス - かつては本社及び工場を八尾市に置いていた。

その他かつてブルボンも大阪市中央区松屋町→同区瓦町から関西営業所が移転してきたが、その後茨木市へ再移転した後、神戸市中央区へ再々移転している。

## 主な公共施設・商業施設・名所・旧跡・祭事・地理など

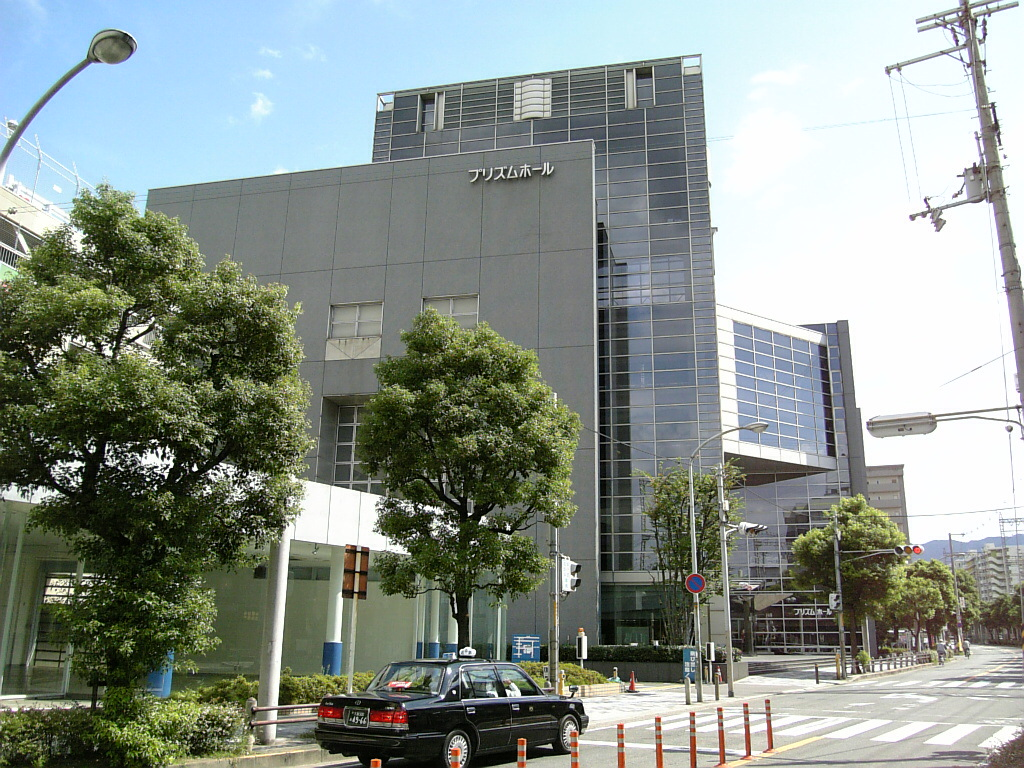
八尾市文化会館

### 公共施設・団体
- 八尾市役所
- 八尾市観光協会
- 八尾市文化会館 （プリズムホール）
- 八尾市立総合体育館 （ウィング）
- 八尾市立山本球場
- 八尾市立図書館 （八尾図書館、山本図書館、志紀図書館、龍華図書館、移動図書館）
- 八尾市立歴史民俗資料館
- 八尾市立しおんじやま古墳学習館
- 八尾市立埋蔵文化財調査センター
- 八尾商工会議所
- 八尾市医師会
- 八尾市歯科医師会
- 八尾市立中小企業サポートセンター
- 八尾ものづくりnet.

### 主な商業施設

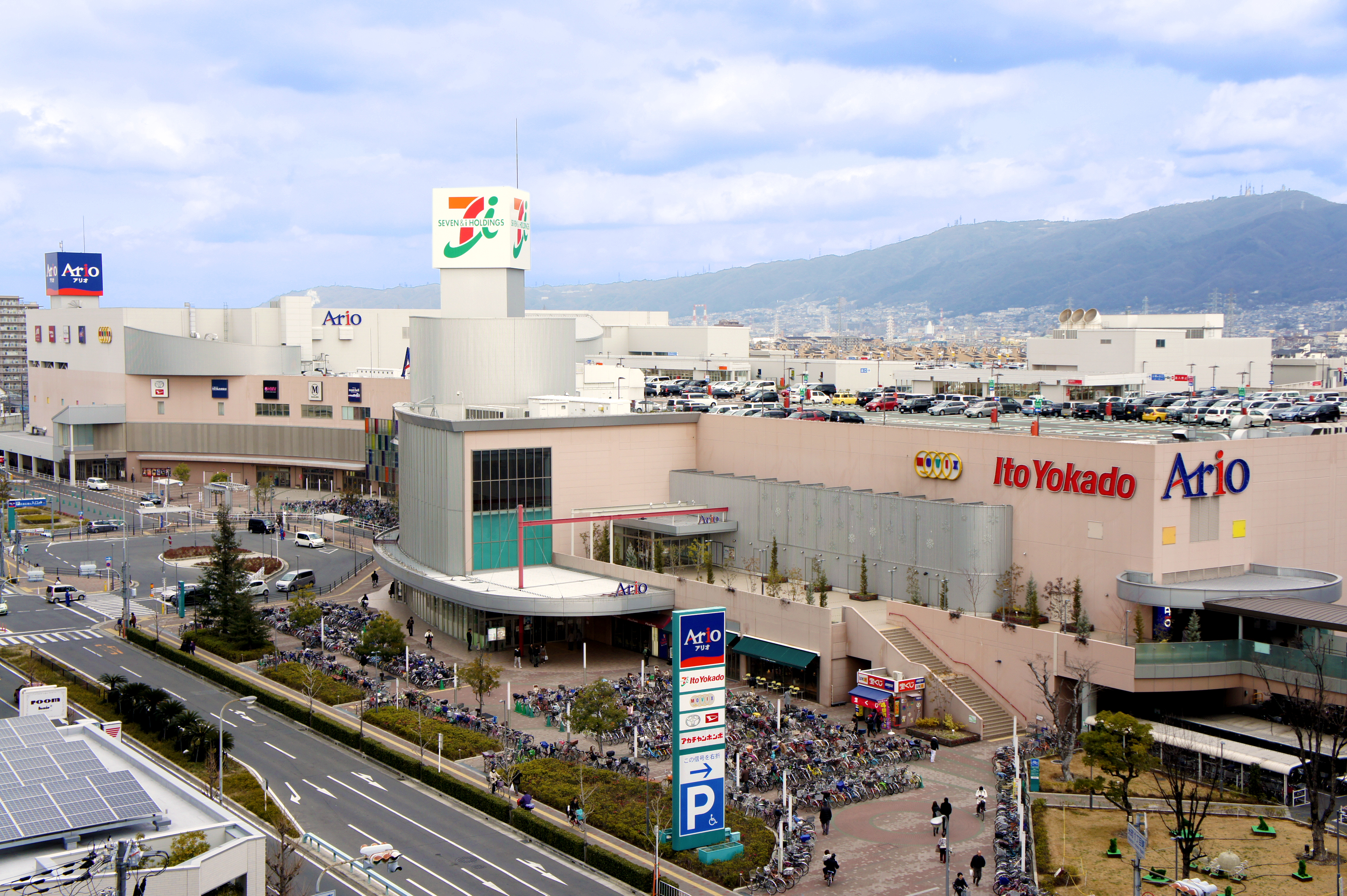
アリオ八尾

- アリオ八尾(2006年にコクヨの工場跡地に開業)
- LINOAS(2017年に西武八尾店の施設を使用し開業)
- イオン八尾御坊前店（現在は食品フロアのみ営業）

### 神社・仏閣
- 穴太神社
- 天照大神高座神社 - 岩戸神社
- 恵光寺（萱振御坊）
- 恩智神社 - 恩智城跡
- 教興寺
- 樟本神社（木の本、北木の本、南木の本）
- 顕証寺（久宝寺御坊）- 久宝寺寺内町
- 慈願寺
- 渋川神社
- 常光寺（八尾地蔵尊） - 河内音頭発祥

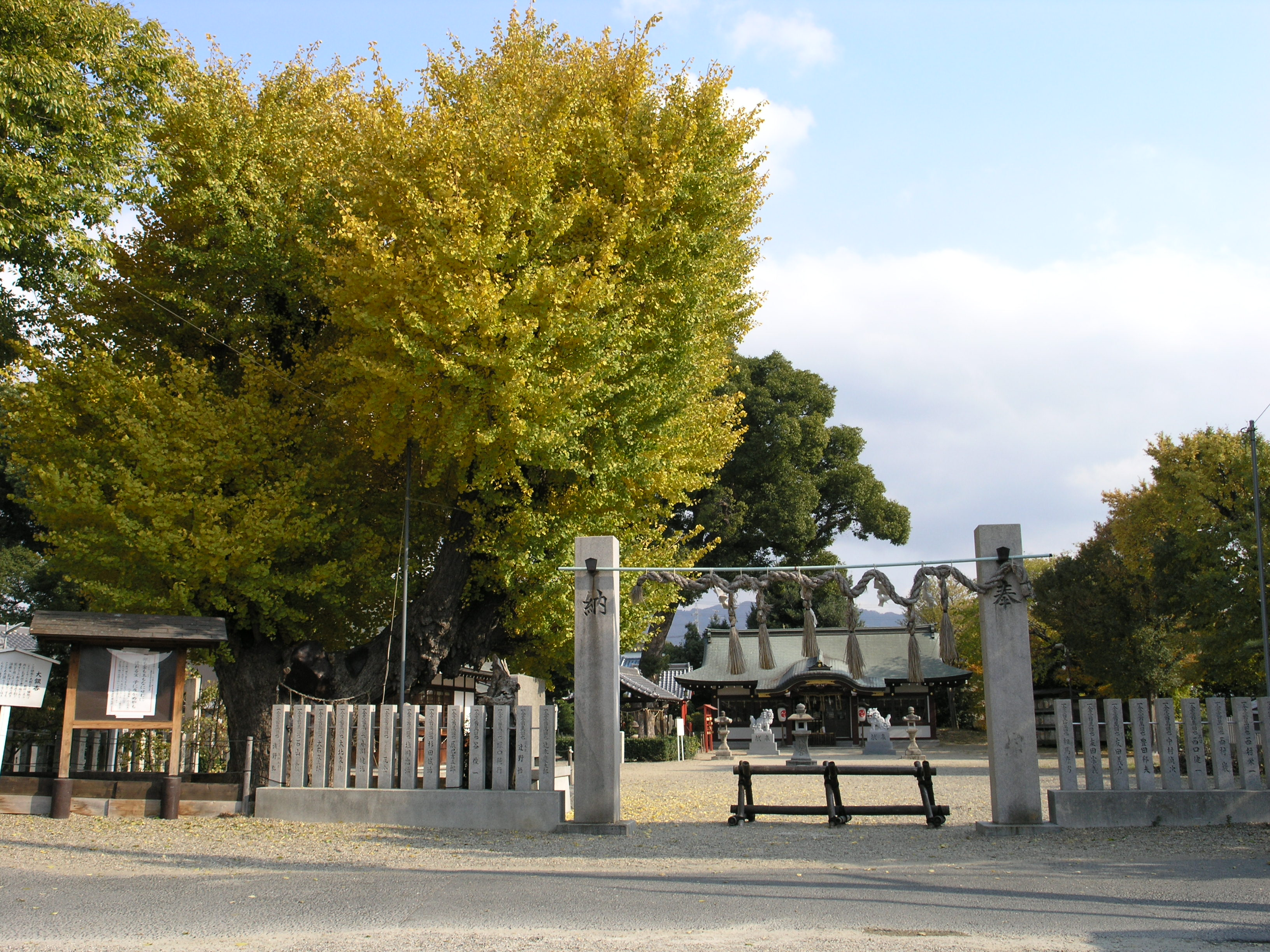
矢作神社のイチョウの写真がしばしば八尾市刊行物の表紙を飾る。

- 八尾別院大信寺（八尾御坊）- 八尾寺内町、お逮夜市
- 大聖勝軍寺（下の太子、太子堂）
- 玉祖神社
- 天台院
- 水呑地蔵院 - 十三街道
- 御野縣主神社 - 旧大和川堤防跡
- 八尾神社
- 矢作神社
- 山本八幡宮
- 由義神社 - 由義宮跡
- 弓削神社

### 公園
- 金剛生駒紀泉国定公園（大阪府民の森みずのみ園地）
- 久宝寺緑地

### 地理・旧跡・その他
- 高安山 - 高安城跡、高安山気象レーダー観測所
- 楽音寺・大竹古墳群
  - 心合寺山古墳 - 市立しおんじやま古墳学習館
- 高安古墳群（千塚）
- 五条宮址 - 五条宮寺と称した寺の跡と伝えられている。地名から老原廃寺ともいう[13]。
- 安中新田会所跡旧植田家住宅
- 環山楼
- 長瀬川
- 玉串川 - 桜並木
- 恩智川 - 池島・福万寺遺跡
- 楠根川
- 平野川
- FMちゃお

## 八尾市を舞台とする作品

### 能
- 高安 （『伊勢物語』の高安の女を原拠とする能。長らく廃絶していたが、2017年2月25日に八尾市文化会館プリズムホールにて復曲初演。）
- 綱 （渡辺綱と茨木童子の戦いの能。長らく廃絶していたが、2021年6月18日に大阪市阿倍野区・山中能舞台にて復元初演。2023年3月21日に八尾市文化会館プリズムホールにて市内初上演。）
- 八尾（やつお） （幕末に八尾で活動した勤王志士・伴林光平の作による謡曲。2023年3月21日に八尾市文化会館プリズムホールにて復元初演。）
- 高安小町　（廃絶曲）

### 狂言
- 八尾

### 漫画
- まいど!南大阪信用金庫 （平井りゅうじ、北見けんいち）

### ドキュメンタリー
- 新日本紀行「河内夏すがた 〜大阪・八尾〜」（1975年9月8日、NHK）[14]

## 出身者・ゆかりのある人物
- 青木崇高（俳優）
- 麻田ルミ（女優）
- 綾部正史（ラグビー指導者）
- 池野温美（1966年ミス・ユニバース日本代表）
- 石田長生（ミュージシャン）
- 石山千晶（プロゴルファー）
- 和泉杏（お笑い芸人、ハルカラ）
- 泉柊椰（プロサッカー選手）
- 磯部公彦（漫才師・まるむし商店）
- 市口侑果（ソフトボール選手、東京オリンピック金メダリスト）
- 乾亀松（衆議院議員、大阪府会議員）
- 乾利一（中国合同電気、山陽商事各取締役）
- 井上安世（吉本新喜劇女優）
- 岩本勉（野球選手、投手）
- 鰻和弘（お笑い芸人、銀シャリ）
- 大月みやこ（歌手、演歌歌手）
- 帯谷孝史（お笑い芸人）
- 一葉（演歌歌手）
- GAMI（プロレスラー）
- 上重聡（日本テレビアナウンサー）
- 河内家菊水丸（新聞詠み河内音頭家元、タレント）
- 川端翔伍（大相撲力士）
- 北野正人（作曲家・ミュージシャン・day after tomorrow、ストロボ、LUV K RAFT）
- 木原健次（発明家）
- 金太郎（格闘家）
- 金原早苗（吉本新喜劇女優）
- 五代目 旭堂小南陵（講談師）
- 旭堂南龍（講談師）
- 桑田真澄（野球選手、投手）
- 今東光（僧侶、小説家、国会議員）
- 坂上みき（キャスター）
- 櫻内渚（プロサッカー選手）
- 篠原とおる（漫画家）
- 嶋野百恵（歌手）
- ジミー大西（画家）
- 清水翔太（歌手）
- JONTE（歌手）
- 上田花綾（女子バスケットボール選手)
- 杉本善徳（ミュージシャン）
- ストロング小林佑樹（プロボクサー）
- 高島弘光（将棋棋士）
- 髙本幹也（ラグビー選手）
- 田澤孝介（ミュージシャン・元Waive、ストロボ）
- 種田仁（野球選手、内野手）
- Tama（歌手・Screaming Frogs、元Hysteric Blue）
- 出口和宏（総務官僚）[15]
- 寺本光照（鉄道研究家、八尾市内の小学校元教諭）
- テント（お笑いタレント）
- 天童よしみ（歌手）
- 道鏡（僧侶、奈良時代末）
- 豊川悦司（俳優）
- 中嶋健吉（マーケットアナリスト・キャスター）
- 中西香菜（元アイドル、元アンジュルム）
- 中村あゆみ（歌手）
- 奈須崇（小説家、喜劇俳優、劇作家）
- 西尾素己（サイバーセキュリティ専門家、多摩大学客員教授）
- 西津昌廣（実業家、ヤマト住建代表取締役会長）
- 西本雅崇（サッカー選手）
- 西山秀二（野球選手、捕手）
- 野村徳七（実業家、野村財閥）
- 秦澄美鈴（陸上競技選手、走幅跳日本記録保持者）
- 濱田剛史（弁護士・政治家、高槻市長）
- 早川光（ガンエフェクト）
- 平岡香純（映画監督、音楽家）
- 平畑徹也（ミュージシャン）
- 広沢タダシ（歌手）
- 藤本七海 〈元てれび戦士〉
- 本多淳裕（環境工学者）
- 本間昭光（音楽プロデューサー）
- 松井一郎（政治家、大阪市長）
- 三池崇史（映画監督）
- 三田真希 (元競泳選手）
- 宮内洋（心理学者）
- 三好俊行（元毎日放送アナウンサー）
- 籾山幸徳（野球選手、内野手）
- 森岡利行 (脚本家、映画監督、演出家)
- 森本行誓（江戸時代初期の有力農民。八尾市発展の基礎を築いた。）
- 安井道頓（道頓堀の掘削をした人。別説に平野区出身もある）
- 山本匠馬（俳優）
- 二代目吉田玉男（文楽人形遣い）
- 渡辺学 (アナウンサー) (テレビ大阪のアナウンサー）
- 片寄涼太(GENERATIONS from EXILE TRIBEのメンバー)
- 旭堂小南陵 (5代目)